# Castañar gallego de Hervás
El castañar gallego es un espacio natural protegido español ubicado en el municipio de Hervás, provincia de Cáceres, Extremadura. Con una superficie aproximada de 300 hectáreas, es uno de los bosques de castaños más importantes y mejor conservados del sur de Europa. Fue declarado Paisaje Protegido por la Junta de Extremadura en 2015.

## Historia

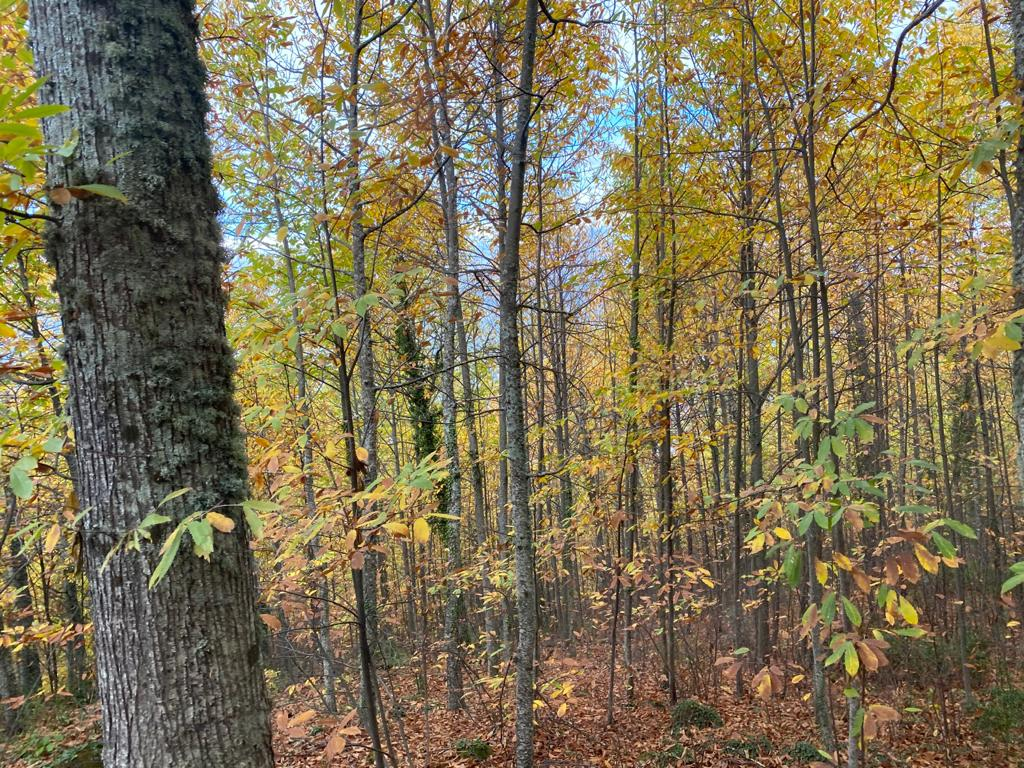
Castañar de Hervás.

La titularidad publica del Castañar de Hervás se remonta al año 1264, durante el reinado de Alfonso X, cuya esposa, Doña Violante de Aragón (conocida como "la gallega", de ahí su nombre), en el curso de un "pleito de avenencia", donara las tierras a los moradores del lugar para que "se poblara la aldea y volvieran a criar su ganados".
Con la Desamortización de Madoz, se legisló sobre ciertos parajes de gran relevancia que no se podían vender y en ese pequeño censo de salvación cayó por fortuna el Castañar Gallego de Hervás en 1859, aunque su superficie quedó limitada a 100 hectáreas.
El castañar se ha mantenido para uso público durante el siglo XX ofreciendo al pueblo sus grandes recursos: la madera, las setas o las castañas. La madera del castaño fue unos de los motores de la economía local con una potente industria del mueble y la cestería. El uso y aprovechamiento maderero del castañar de Hervás es todavía visible en las construcciones de las casas de la judería, y junto con el adobe y la teja vertical, se han constituido en seña de identidad del pueblo.

## Naturaleza

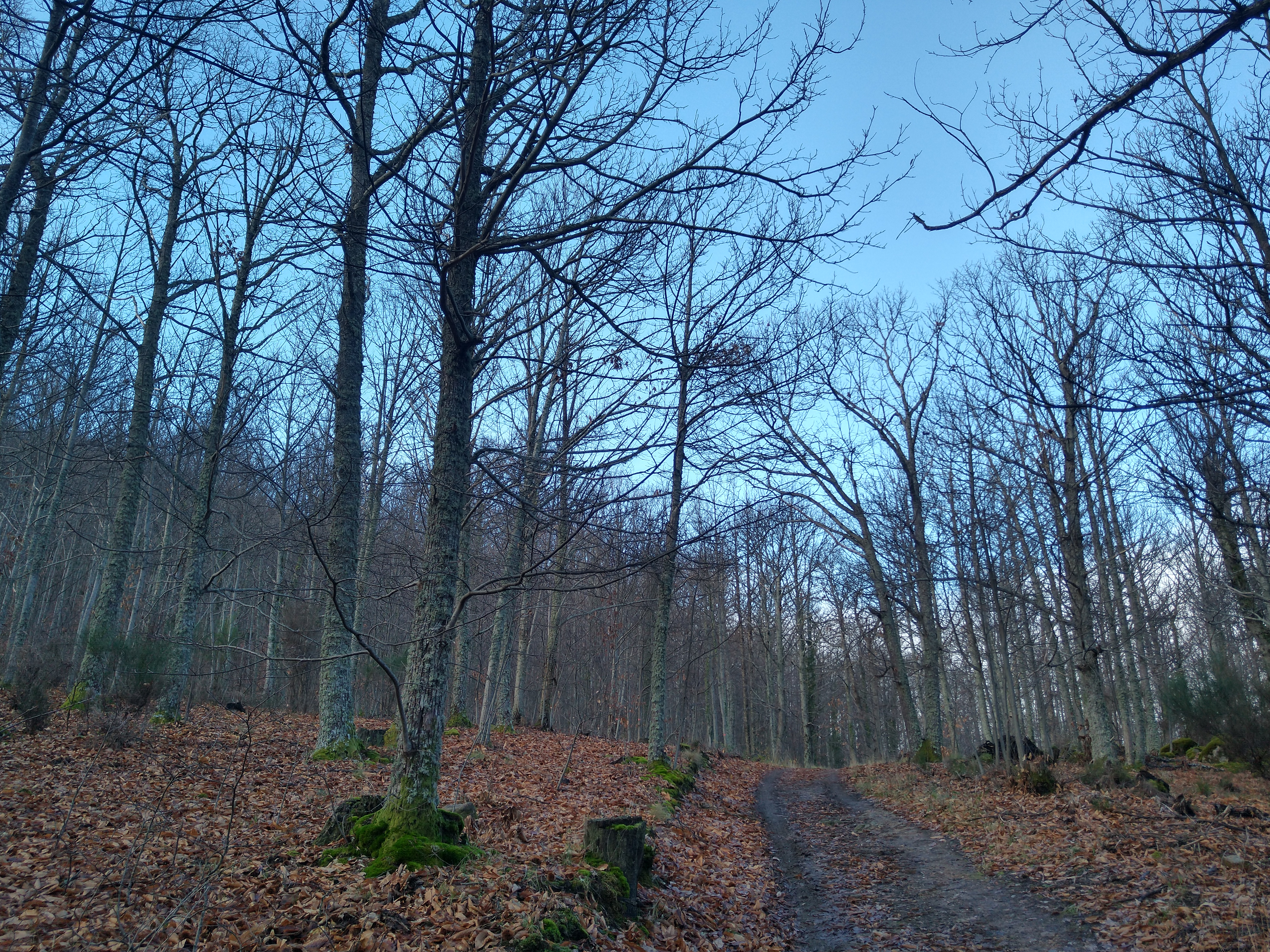
Castañar de Hervás.

Posee una superficie aproximada de 300 hectáreas y es uno de los bosques de castaños mejor conservados del sur de Europa. Además, alberga importantes poblaciones de flora amenazada, especialmente orquídeas. Junto a los castaños crece el acebo, el rebollo y el arce. La fauna que vive en el Castañar es variada, destacando: jabalí, corzo, zorro o tejón, así como algunas rapaces como el águila culebrera o el búho real.

## Senderismo

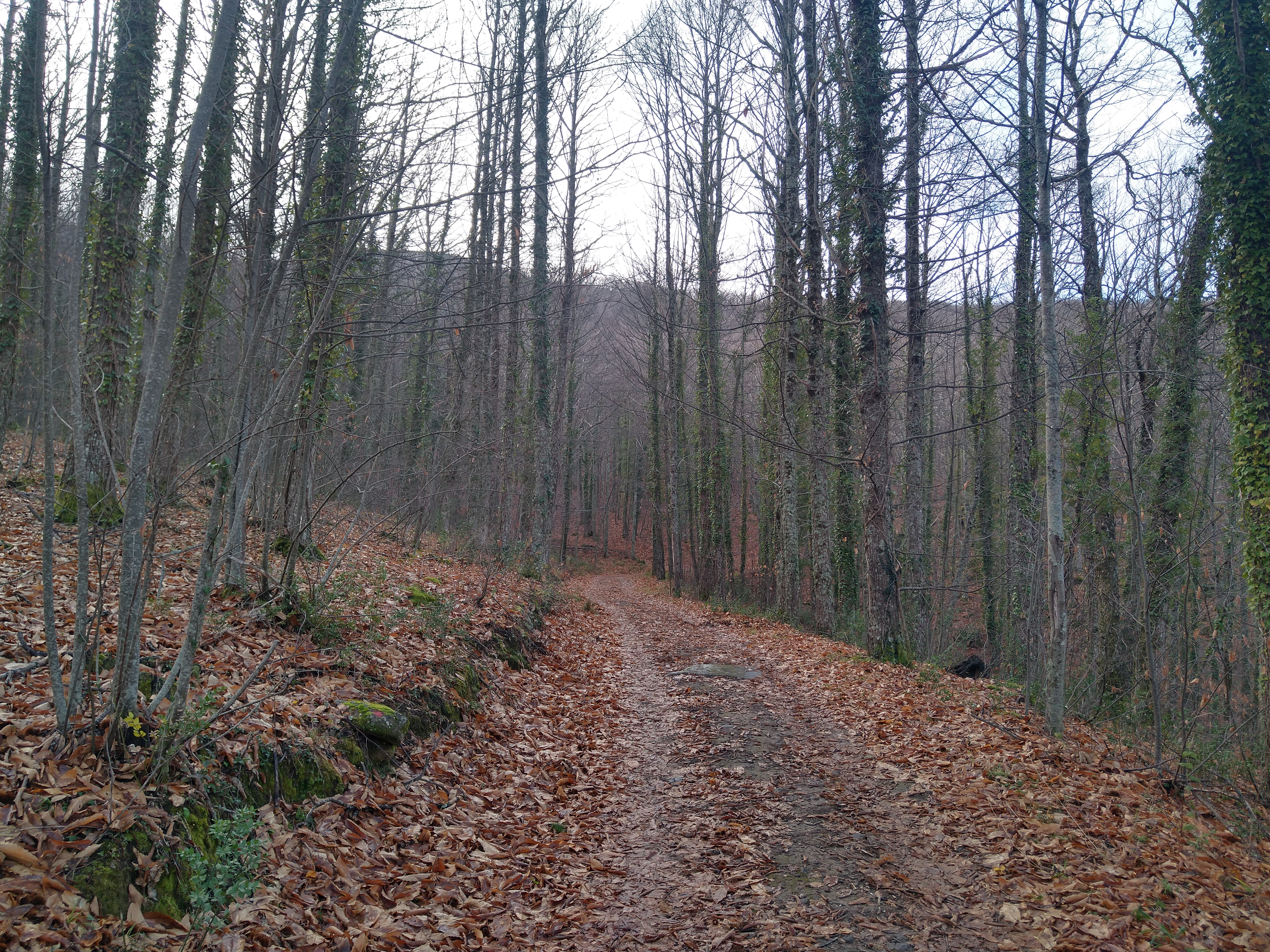
Castañar de Hervás.

Hay tres rutas de senderismo diferenciadas para diferentes niveles, las 3 rutas son: 
- Ruta corta: Ruta de apenas 3 kilómetros que sale desde el albergue.
- Ruta media: Se adentra en el bosque de castaños. Se trata de una ruta de 9 kilómetros. Es circular.
- Ruta larga: Una ruta de 15 kilómetros. Recorrido circular.[3]